# Горчаков Овідій Олександрович
Ові́дій Олекса́ндрович Горчако́в (28 жовтня 1924, Одеса, УРСР — 28 квітня 2000, Москва, Росія) — радянський розвідник, російський радянський письменник і сценарист чуваського походження.

## Біографія
Під час німецько-радянської війни був керівником розвідгрупи в тилу ворога в Польщі і в Німеччині. З 1950 виступав як перекладач, зокрема, з'їздів і пленумів КПРС за участю іноземних гостей. Член КПРС з 1952 року. В 1957 у закінчив Літературний інститут ім. М. Горького. У 1965 — член Спілки письменників СРСР.
Спільно з польським письменником Я. Пшимановським написав повість «Викликаємо вогонь на себе» (1960) і однойменний сценарій чотирисерійного телефільму (1965).
Став одним із прототипів майора Вихора — героя повісті Юліана Семенова «Майор „Вихор“».
Був головою Федерації стрільби з лука СРСР.
Заповідав після кремації розвіяти прах над Хочинська лісом в Могильовській області, де в 1942 році був висаджений в тил ворога.
Син — перекладач відео- та кінофільмів Василь Горчаков.

## Літературна діяльність
Під загальним псевдонімом Гривадій Горпожакс разом з Василем Аксьоновим і Григорієм Поженяном написав шпигунський роман «Джин Грін - недоторканий» (рос. «Джин Грин — неприкасаемый: карьера агента ЦРУ GB № 014») (1972).